# Martina Künsberg Sarre
Martina Künsberg Sarre (nascida a 17 de Janeiro de 1976) é uma política austríaca do NEOS. Martina desempenha funções como membro do Conselho Nacional desde 2019, e foi co-fundadora do NEOS, em 2012.